# Eduard Helsted

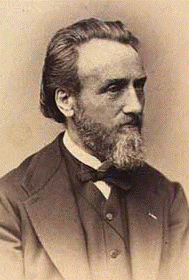
Eduard Helsted

Eduard Helsted (auch Edvard Helsted, * 8. Dezember 1816 in Kopenhagen; † 1. März 1900 in Fredensborg) war ein dänischer Violinist, Komponist und Musikpädagoge.

## Leben und Werk
Eduard Helsted war ab 1838 Violinist in der königlichen Kapelle in Kopenhagen. 1863 wurde er dort Konzertmeister. Seit 1869 wirkte er „nur noch“ als Lehrer am Kopenhagener Konservatorium.
Zwischen 1840 und 1850 schrieb Eduard Helsted Musik zu mehreren Balletten und Bühnenwerken.
Eduard Helsted war eng befreundet mit Robert Schumann. Sein Bruder Karl Adolph Helsted (1818–1904) war Flötist und Konzertmeister am königlichen Theater in Kopenhagen, sein Neffe war der Organist und Komponist Gustav Helsted (1857–1924).